# Erythroxylum dumosum
Erythroxylum dumosum là một loài thực vật có hoa trong họ Erythroxylaceae. Loài này được Alain mô tả khoa học đầu tiên năm 1960.